# Creu de la Mà (Figueres)
La Creu de la Mà és una creu de terme del municipi de Figueres (Alt Empordà) que forma part de l'Inventari del Patrimoni Arquitectònic de Catalunya.

## Descripció
És una creu originalment d'època gòtica. Actualment però, d'aquella època només es conserva la magolla, al Museu de l'Empordà. La resta de la construcció és del segle xx. Tot l'element és fet de pedra calcària la magolla gòtica. Aquesta té sis costats esculpits representant diferents escenes i personatges religiosos: l'Anunciació, st. Joan Evangelista, St. Antoni Abat i els escuts de Sant Pere de Rodes i de Figueres. Per raons estilístiques aquesta peça ha estat atribuïda a l'escultor Pere Oller, però no hi ha documentació que així ho acrediti.
Actualment a la plaça Creu de la Mà s'hi troba la nova creu de terme. Temps enrere estava situada prop el portal del carrer Girona. S'estructura amb una base octogonal, del centre de la qual surt una columna de base lobulada coronada per un capitell treballat formant fulles d'acant estilitzades. Al cim, la creu, de tipologia grega, amb el braços acabats amb expansions lobulades i al centre de la creuera, la figura de crist crucificat.